# Охота (река)
Охота́ (в верховье — Левая Охота́) — река на Дальнем Востоке России. Протекает по территории Охотского района Хабаровского края.
Длина реки — 393 км, площадь водосборного бассейна — 19 100 км². По площади бассейна Охота занимает 6-е место среди рек Хабаровского края и 57-е — в России.
Название произошло от эвенского окат − «река».

## Гидрография
Истоки Охоты находятся на хребте Сунтар-Хаята, далее река течёт на юг в широкой долине между Юдомским и Кухтуйским хребтами, а после впадает в Охотское море. В 32 километрах от устья Охоты отходит протока, впадающая в реку Хайбас, приток реки Кухтуй.
Практически по всей длине реки берега лесисты, а в реке происходит нерест красной рыбы.
Питание реки снеговое и дождевое. Ледостав обычно начинается в конце октября — начале ноября, а вскрывается река в начале или середине мая.
Среднемноголетний расход воды составляет примерно 200 м³/с, объём стока 6,312 км³/год. Минерализация воды меньше 50 мг/л. Мутность реки не более 50 г/м³.
Река Охота используется для сплава леса, а в низовьях судоходна.
У устья реки расположен один из первых в истории страны русских населённых пунктов на побережье Тихого океана — Охотск.

## Притоки
Объекты перечислены по порядку от устья к истоку.
- 22 км: протока без названия
- 46 км: протока без названия
- 47 км: Чачика
- 48 км: река без названия
- 67 км: Чумка
- 71 км: река без названия
- 104 км: Конча
- 115 км: Арка
- 117 км: река без названия
- 121 км: Агать
- 131 км: река без названия
- 138 км: Алан
- 146 км: Гырбы
- 163 км: Элканджа
- 169 км: Элкан
- 171 км: река без названия
- 175 км: река без названия
- 186 км: Ханькан
- 207 км: Дюшинджа
- 210 км: Кюренджа
- 212 км: Бабкаран
- 216 км: Маймачан
- 242 км: река без названия
- 243 км: Бадули-Очира
- 247 км: Делькю-Охотская
- 258 км: Хурун
- 265 км: Гыниканджа
- 267 км: Няннага
- 277 км: Гранитный
- 277 км: Нек
- 285 км: Одари
- 296 км: Хокелькит
- 301 км: Манманджа
- 305 км: Хакчан
- 308 км: Хакандя
- 314 км: Хурун
- 316 км: Накими
- 327 км: Исичан
- 330 км: Дольная
- 346 км: Дуткитчан
- 360 км: Тарур-Терях
- 369 км: Тирс
- 371 км: Теря
- 373 км: река без названия
- 376 км: Правая Охота